# Consilia (diritto)
Nel diritto medievale, i consilia (noti anche come consilia sapientum, "consigli dei sapienti") erano i pareri che potevano essere richiesti dal giudice o dalle parti agli esperti di diritto. Non è certo se questo istituto fosse originario del diritto romano o un residuo di quello germanico ma è assodato che a partire dal XII secolo, nei paesi che adottavano il diritto comune, divenne una prassi obbligatoria per i giudici e per i podestà che amministravano la giustizia. Spesso il giudicante era tenuto a seguire il consiglio del sapiente: una volta che otteneva il consilium, lo comunicava alle parti come se fosse la sentenza di lui. Perciò il sapiente (o consiliarius) era tenuto a conoscere tutti gli atti della causa e ad ascoltare le argomentazioni degli avvocati. Alcuni giuristi dell'epoca, come Guglielmo Durante e Bartolo da Sassoferrato, criticarono questa prassi in cui il giudice aderiva acriticamente al responso del sapiente; ma fino a che vi furono giudici privi delle necessarie competenze teoriche, questa era una necessità non superabile.